# Miroslaw Kenanow
Miroslaw Kenanow (bulgarisch Мирослав Кенанов; englisch Miroslav Kenanov; * 20. April 1988 in Samokow) ist ein ehemaliger bulgarischer Biathlet und heutiger Biathlontrainer.
Miroslaw Kenanow lebt in Samokow, trainiert in Sofia und startet für Rilski sportist. Biathlon betreibt er seit dem Jahr 2000, dem bulgarischen Nationalkader gehört er seit 2004 an. 2005 nahm er erstmals an Rennen des Biathlon-Europacups der Junioren teil. 2006 startete er in Presque Isle bei seinen ersten Junioren-Weltmeisterschaften und kam dort in fünf Rennen zum Einsatz. Im Einzel wurde er 32., im Sprint 48. und 49. der Verfolgung. Mit der Jugend-Staffel erreichte er Platz sieben, mit der Junioren-Staffel wurde er Elfter. 2007 erreichte der Bulgare in Martell die Plätze 53 im Sprint, 57 in der Verfolgung und 59 im Einzel. Zudem kam er bei der Heim-Europameisterschaft der Junioren in Bansko im Einzel zum Einsatz, in dem er auf den 41. Platz kam. In Otepää nahm Kenanow im weiteren Verlauf des Jahres an den Junioren-Wettbewerben der Sommerbiathlon-Weltmeisterschaften 2007 teil und wurde in den Wettbewerben auf Skirollern 24. im Sprint und 22. der Verfolgung. 2008 nahm er in Ruhpolding an seinen letzten Junioren-Weltmeisterschaften teil. Bei den Wettbewerben in Deutschland wurde der Bulgare 55. im Einzel, 65. im Sprint und 13. mit der bulgarischen Staffel. Auch die Junioren-EM in Nové Město na Moravě brachte mit Platz 56 im Einzel, 31 im Sprint und acht mit der Staffel keine nennenswert besseren Resultate. Die Junioren-Sommerbiathlon-WM in der Haute-Maurienne beendete Kenanow auf Skirollern auf den Plätzen zehn im Sprint, 15 in der Verfolgung und fünf mit der Staffel. Erstmals konnte sich Kenanow hier in der erweiterten Weltspitze seiner Altersklasse etablieren. Seine letzte Saison als Junior bestritt der Bulgare 2008/09. Höhepunkt im Winter wurde die EM in Ufa mit den Ergebnissen 27 im Sprint, 13 in Sprint und Verfolgung sowie sechs mit der Staffel. Im Sommer nahm er nochmals an den Junioren-Wettbewerben der Sommer-WM in Oberhof teil und wurde 32. im Sprint und 29. der Verfolgung aus Skirollern. Im Junioren-Europacup war ein achter Rang in einem Verfolgungsrennen in Forni Avoltri bestes Ergebnis.
Seit der Saison 2008/09 nimmt Kenanow an Rennen im Leistungsbereich teil. Seine ersten Rennen im Erwachsenenbereich bestritt er im Rahmen des IBU-Cups in Idre, wo er 91. und 69. in zwei Sprintrennen wurde. Im bulgarischen Biathlon-Zentrum Bansko konnte er 2009 mit Rang drei im Sprint und einem vierten Platz im folgenden Verfolger seine besten Ergebnisse in dieser Rennserie erzielen. 2009 debütierte Kenanow auch im Biathlon-Weltcup. Sein erstes Rennen bestritt er zum Auftakt der Saison in Östersund, wo er 114. in einem Sprint wurde. Bis zu den Olympischen Winterspielen 2010 kam er immer wieder zu Einsätzen und nahm auch an den Spielen in Kanada teil, wo er mit dem 82. Platz im Sprint sein bis dato zugleich bestes Weltcup-Ergebnis erreichte. Mit Michail Kletscherow, Wladimir Iliew und Krassimir Anew wurde er zudem 16. im Staffelwettbewerb und steuerte dabei mit einem einzigen Nachlader die beste Schießleistung aller Bulgaren bei. Schließlich nahm er noch an den Biathlon-Europameisterschaften 2010 in Otepää teil und lief dort auf die Ränge 54 im Sprint, 23 im Einzel und zehn mit der Staffel. In Presque Isle belegte Kenanow 2011 bei einem Sprintrennen mit Rang 65 sein bestes Weltcup-Resultat.
Kenanow arbeitet seit 2022 gemeinsam mit Ilijan Penew als Assistenztrainer der bulgarischen Biathlonnationalmannschaft unter dem Cheftrainer Adam Kołodziejczyk.

## Biathlon-Weltcup-Platzierungen
Die Tabelle zeigt alle Platzierungen (je nach Austragungsjahr einschließlich Olympische Spiele und Weltmeisterschaften).
- 1.–3. Platz: Anzahl der Podiumsplatzierungen
- Top 10: Anzahl der Platzierungen unter den ersten zehn (einschließlich Podium)
- Punkteränge: Anzahl der Platzierungen innerhalb der Punkteränge (einschließlich Podium und Top 10)
- Starts: Anzahl gelaufener Rennen in der jeweiligen Disziplin
- Staffel: inklusive Mixed- und Single-Mixed-Staffeln

| Platzierung                      | Einzel | Sprint | Verfolgung | Massenstart | Staffel | Gesamt |
| -------------------------------- | ------ | ------ | ---------- | ----------- | ------- | ------ |
| 1. Platz                         |        |        |            |             |         |        |
| 2. Platz                         |        |        |            |             |         |        |
| 3. Platz                         |        |        |            |             |         |        |
| Top 10                           |        |        |            |             |         |        |
| Punkteränge                      |        |        |            |             | 13      | 13     |
| Starts                           | 1      | 13     | 1          |             | 13      | 28     |
| Stand: nach der Saison 2011/2012 |        |        |            |             |         |        |